# Мария от квартала
„Мария от квартала“ (на испански: María la del barrio) е мексиканска теленовела от 1995 г., режисирана от Беатрис Шеридан и продуцирана от Анджели Несма за Телевиса. Адаптацията, написана от Карлос Ромеро в сътрудничество за втората част с Алберто Гомес, е базирана на мексиканската теленовела Богатите също плачат от 1979 г., създадена по оригиналната история от Инес Родена.
В главните роли са Талия и Фернандо Колунга, а в отрицателните – Итати Канторал, Ана Патрисия Рохо и Себастиан Лигарде. Специално участие вземат Лудвика Палета, Освалдо Бенавидес и първите актьори Иран Еори, Рикардо Блуме и Кармен Салинас.
Мария от квартала е последната теленовела от т.нар. „Трилогия за Мария“, която се състои от Мария Мерседес и Маримар.

## Сюжет
Мария Ернандес е 15-годишно момиче, което живее в беден квартал в Мексико. Светът ѝ рухва, когато умира кръстницата ѝ. Добродетелят дон Фернандо де ла Вега приютява Мария в луксозния му дом. Там злоба и презрение очакват Мария, но въпреки това тя намира и любов. Луис Фернандо, младо момче, чийто единствен интерес са семейните пари, които го превръщат в алкохолик. Мария успява да се изправи срещу враговете си и така печели много сърца. Луис Фернандо също е впечатлен от личността на девойката, и между тях се заражда любовта. Двамата се женят тайно, и когато майката на Луис Фернандо разбира за това, убеждава сина си, че Мария му изневерява. Сломена и отчаяна, Мария разбира, че е бременна. Болката ѝ става още по-голяма, когато няколко дни след раждането е откраднато бебето ѝ. Луис Фернандо се връща при съпругата си, след като разбира за лъжите на майка си, и започва да издирва детето си.

## Актьори
- Талия – Мария Ернандес Рохас Де де ла Вега
- Фернандо Колунга – Луис Фернандо Де ла Вега Монтенегро
- Иран Еори – Виктория Монтенегро де Де ла Вега
- Рикардо Блуме – Фернандо Де ла Вега
- Итати Канторал – Сорая Монтенегро вдовица де Монталбан
- Ектор Соберон – Владимир Де ла Вега Монтегеро
- Мече Барба – Гуадалупе Линарес
- Силвия Каос – Каликста Попока
- Аурора Молина – Касилда Перес
- Питука де Форонда – Сеньо Каро
- Тито Гисар – Отец Онорио
- Монсерат Гайоса – Ванеса Де ла Вега Монтенегро
- Себастиан Гарса – Педро
- Глория Исагире – Лича
- Ребека Манрикес – Карлота
- Беатрис Морено – Фелипа де Гонсалес
- Раул Падиля Чофоро – Урбано Гонсалес
- Алехандра Прокуна – Бренда Рамос
- Ядира Сантана – Руфина
- Кармен Салинас- Агрипина Перес
- Марибел Палмер – Илда Ривас
- Ана Патрисия Рохо – Пенелопе Линарес
- Рене Муньос – Веракрус
- Емилия Каранса – Раймунда Роблес
- Роберто Бландон – Хосе Мария Кано
- Лудвика Палета – Мария де лос Анхелес Де ла Вега Ернандес
- Освалдо Бенавидес – Фернандо Де ла Вега Ернандес
- Антонио Меделин – Д-р Карерас
- Лилия Мичел – Сестра Матилде
- Хуан Антонио Едуардс – Д-р Родриго Суарес
- Джесика Хурадо – Вероника Роблес
- Нинон Севиля – Каридад
- Лурдес Дешампс – Архелия
- Сара Монтес – Елиса
- Клаудия Ортега – Антония
- Адриана Рохо – Луна
- Себастиан Лигарде – Гонсало Дорантес
- Енрике Лисалде – Абелардо Арментерос
- Маурисио Аспе – Алдо Арментерос
- Ариадна Уелтер – Есперанса Калдерон
- Юлияна Пениче – Алисия Монталбан
- Мануел Савал – Оскар Монталбан
- Беатрис Монрой – Тисика
- Ариел Лопес Падиля – Д-р Даниел Ордониес
- Родриго Абед – Бернардо
- Маргарита Маганя – Бети
- Наташа Дупейрон – Перлита Ордониес
- Ерик дел Кастийо – Съдия
- Франсес Ондивиела – Сесилия
- Леонардо Даниел – Инохоса
- Одисео Бичир – Ренато Херес
- Мария Прадо – Росенда
- Ирланда Мора – Гринделия Капусано
- Исабел Мартинес – Кутберта
- Патрисия Мартинес – Ромелия Агуадо
- Ирма Торес – Матилда Чавес
- Ева Калво – Ремедиос вдовица де Ордониес
- Роберто Байестерос
- Едуардо Аруйело – Манотас
- Аурора Кортес – Доня Марука
- Хеновева Перес – Доня Балбина Мехия
- Хавиер Руан – Самора
- Ребека Манкита – Котката
- Лурдес Рейес – Елба Санчес

## Премиера
Премиерата на Мария от квартала е на 14 август 1995 г. по Canal de las Estrellas. Последният 185. епизод е излъчен на 26 април 1996 г.

## Награди и номинации
- Награди TVyNovelas (1996)

| Категория                                | Номиниран(а)      | Резултат   |
| ---------------------------------------- | ----------------- | ---------- |
| Най-добра теленовела                     | Анджели Несма     | Номинирана |
| Най-добра актриса в главна роля          | Талия             | Номинирана |
| Най-добра актриса в отрицателна роля     | Итати Канторал    | Печели     |
| Най-добра първа актриса                  | Иран Еори         | Номинирана |
| Най-добра актриса в поддържаща роля      | Кармен Салинас    | Номинирана |
| Най-добра млада актриса                  | Лудвика Палета    | Печери     |
| Най-добър млад актьор                    | Освалдо Бенавидес | Печели     |
| Теленовела с най-висок зрителски рейтинг | Анджели Несма     | Печели     |

## Адаптации
- Мария от квартала е адаптация на теленовелата Богатите също плачат от 1979. С участието на Вероника Кастро, Рохелио Гера и Росио Банкелс.
- През 2005 г. бразилският канал SBT създава адаптацията Os Ricos Também Choram.
- През 2006 г. Телемундо създава адаптацията Marina. С участието на Сандра Ечеверия и Маурисио Очман.
- През 2022 г. Телевиса създава адаптацията Богатите също плачат. С участието на Клаудия Мартин и Себастиан Рули.